# Ancienne grande place du marché
L'ancienne grande place (finnois : Vanha Suurtori, suédois : Gamla Stortorget) est la place du marché médiévale située au centre de Turku en Finlande.

Cette place est le centre administratif et commercial de la ville de sa fondation au XIIIe siècle jusqu'au grand incendie de Turku.

Après celui-ci le marché s'installera sur la place du marché actuelle.

## Histoire

### XIVesiècle, la naissance du marché
Les recherches archéologiques situent la création du marché après l'incendie de l'année 1318 et l'attaque par les habitants de Novgorod.

Au XIVe siècle, Turku est encore une très petite ville et le marché se développe progressivement au sud de la cathédrale de Turku.

Les chercheurs pensent que la place du marché a pris modèle sur celles des villes d'Estonie et d'Allemagne du Nord.

Au XIVe siècle, l'Estonie et en particulier ses deux grandes villes Tallinn et Tartu sont les lieux de commerces principaux des habitants de Turku.

Le traité de Novgorod signé en 1326 permet à Turku de continuer de commercer avec Tallinn.

Au XIVe siècle, les voyages maritimes se font par de petit bateaux car la ville ne possède pas de grands navires.
À Tallinn, les principaux partenaires commerciaux des habitants de Turku sont les marchands de Lübeck qui dominent alors nettement le commerce de la Baltique.
Les bourgeois s'installent progressivement autour de la place et y construisent demeures et magasins.
De l'incendie de 1318, on ne connait que deux bourgeois ayant subi l'incendie, Hartmann ja Gottschalk, dont le nom fait penser qu'ils étaient allemands.

L'influence des Allemands sur le marché et la ville de Turku est remarquables.
Un bon exemple en est Herman Hundebek, dont on évoque la présence à Turku de 1333 à 1346.
Hundebek est né à Dulmen en Westphalie et il part chercher fortune dans les villes de la mer Baltique.
Il est échevin à Turku puis il s'installe à Stockholm avant d'être nommé prêtre de Lübeck.

### XVesiècle
Au début du XVe siècle l'influence allemande est encore très forte à Turku.

Ainsi, l'Allemand Jakob Fresen en sera maire de 1431 à 1450.

En 1455, Mikko Suurpää est le premier maire finlandais de Turku.

En 1471, le conseil d’État de Suède annule l’ancien décret stipulant que le conseil municipal de Turku doit être composé pour moitié d’Allemands et pour l’autre de Suédois.

À partir de cette époque les conseillers municipaux seront tous suédois, c'est-à-dire à l'époque finlandais.

### XVIesiècle
Pendant le règne de Gustave Ier le fonctionnement traditionnel du marché est modifié.
En 1531, il est décrété que les marchés estivaux deviennent marchés libres et n'importe qui peut venir faire commerce et le samedi devient officiellement le jour du marché.

Le marché ne sert pas qu'au négoce de marchandises mais aussi à payer ses dettes et à en contracter de nouvelles.
Les marchés de Turku offrent aussi beaucoup de divertissements et de bruit aux participants, la bière y coule à flots.
On peut y voir de nombreux bouffons, acrobates, montreurs d'ours, chanteurs, diseurs de bonne aventure, ...
La mairie y fait lire différentes déclarations dont il ne reste de nos jours que la Déclaration de Paix de Noël (fi).

### XVIIesiècle
En 1636 Turku est autorisé à tenir trois semaines de marché libre quand Axel Oxenstierna autorise Stockholm et Turku à tenir un marché d'automne de trois semaines.

Les importations principales sont le sel et les tissus, mais leur importance diminuera au fil du siècle.
Les guerres et l'incertitude du transport maritime réduisent le commerce de sel.

Les boissons alcoolisées deviennent alors des marchandises importantes.
Il y a dans les villes des clients pour les vins importés.
Dans un livre de compte de 1637, les principales boissons importées sont la bière importées de Tallinn, de Rostock et de Lübeck et, en quantité presque égale, du vin importé de France.

### XIXesiècle
Quand la Finlande passe sous domination russe, Turku devient capitale du Grand Duché de Finlande.
La population passe de 9 000 à 12 000 habitants et le marché s'active en proportion.

Dès 1818, le maire décide de transférer le marché vers la nouvelle place du marché et Åbo Tidningar publie l'interdiction de tenir le marché sur l'Ancienne grande place du marché.
Le port de pêche est aussi transféré au bord de la rue Läntinen Rantakatu au-delà du pont Auransilta (fi).
Les 4 et 5 septembre 1827 les trois quarts de la ville sont détruits dans le grand incendie de Turku.
En trois semaines, Carl Ludvig Engel, conçoit un nouveau plan de ville et Turku entre dans une période inédite de reconstruction qui lui donnera ses larges avenues, ses parcs nombreux et son style néoclassique.

Le marché est définitivement installé sur la nouvelle place du marché.
Le tsar Nicolas Ier décide de construire l'église orthodoxe de Turku à la place de la mairie.
Entre la cathédrale et la place du marché il reste alors un vaste espace non bâti qui sera bientôt planté d'arbres.

## Description de l'ancienne place de marché
Elle est à proximité de la cathédrale de Turku.

La place est bordée par quatre immeubles historiques: l'immeuble Brinkkala, l'ancien hôtel de ville, l'immeuble Hjelt et le l'immeuble Juselius, tous construits après le grand incendie dans un style néoclassique.

## Biographie
- (fi) Heikniemi-Pääkkönen, Helena & Kostet, Juhani & Laaksonen, Hannu & Laaksonen, Tarja-Tuulikki & Puhakka, Martti & Vasama, Esa, Kortteli täynnä elämää - Turun Vanha Suurtori, Turku, Turun kulttuurikeskus ja Turun maakuntamuseo, 2002 (ISBN 951-595-079-1)

## Galerie

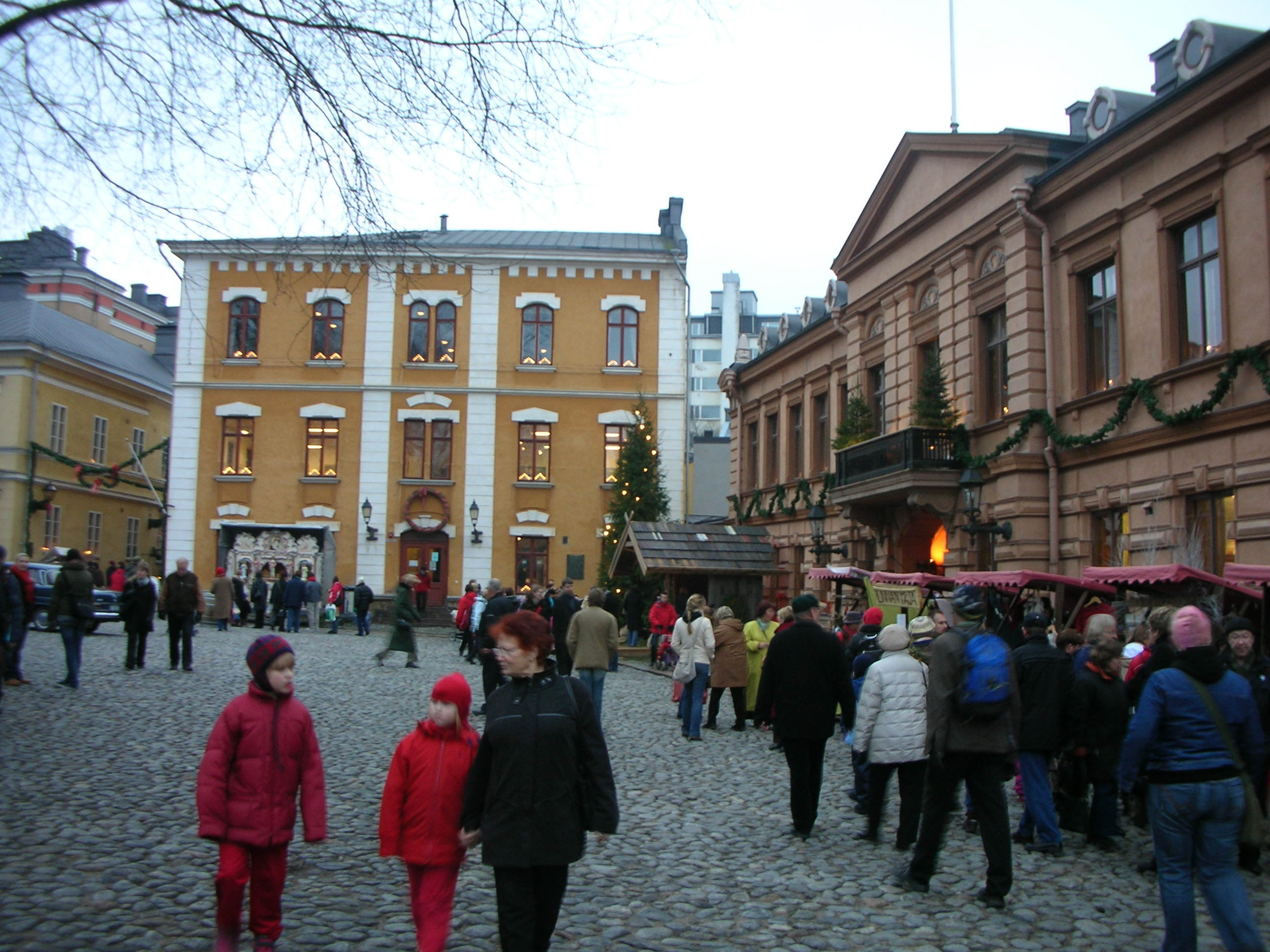
L'ancien hôtel de ville et l'immeuble Brinkkala à droite.
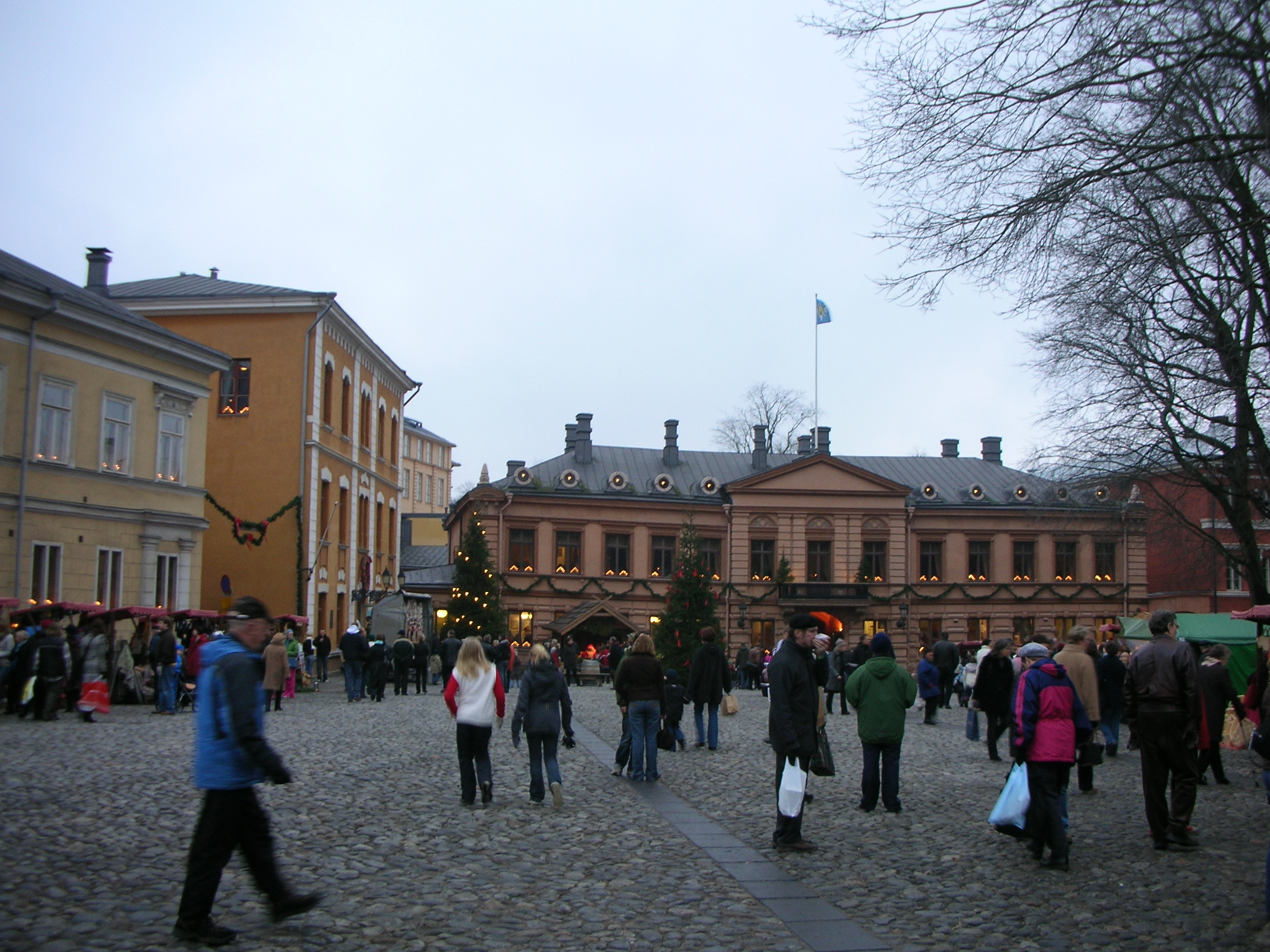
L'immeuble Brinkkala.
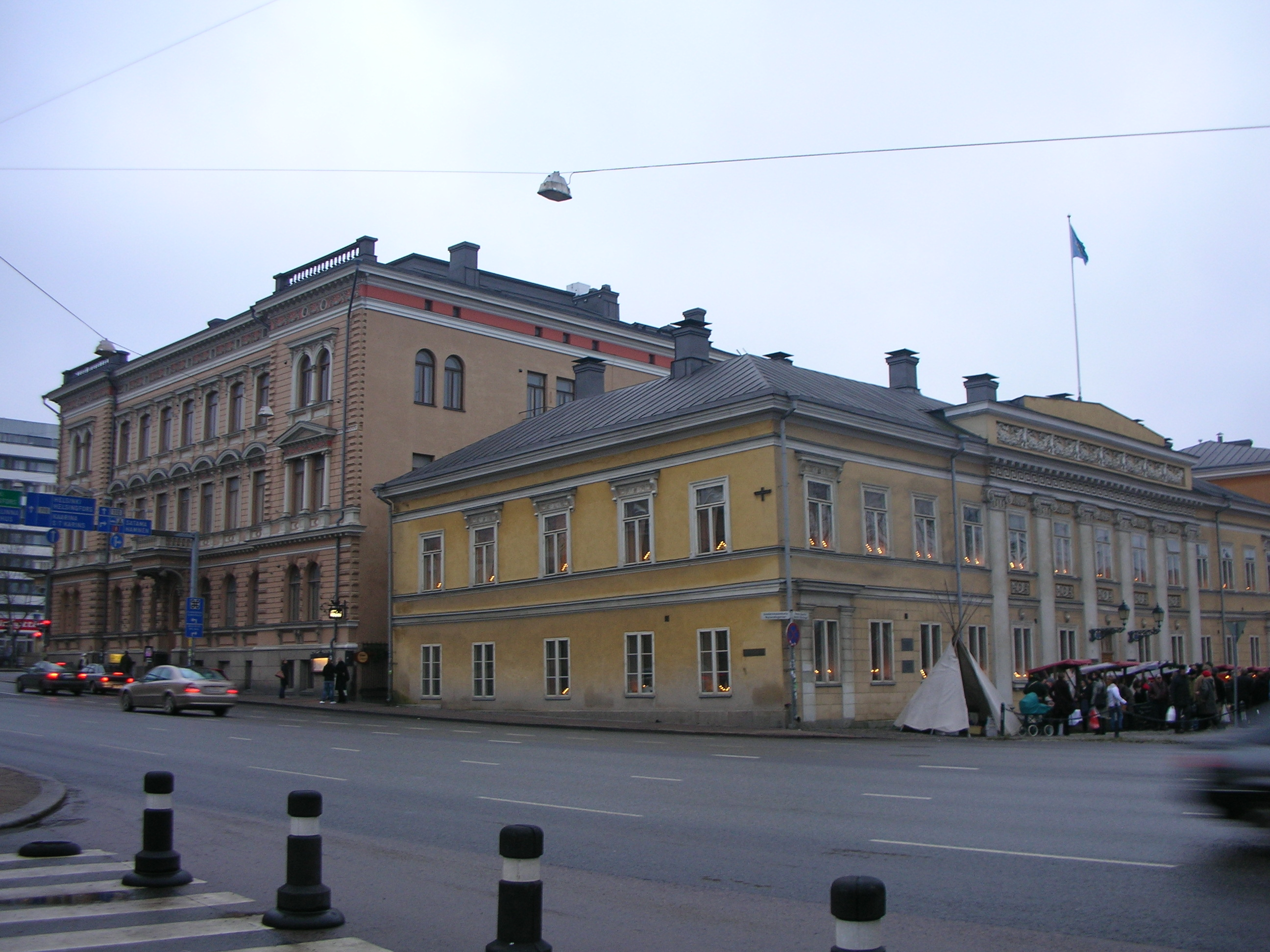
L'immeuble Hjelt
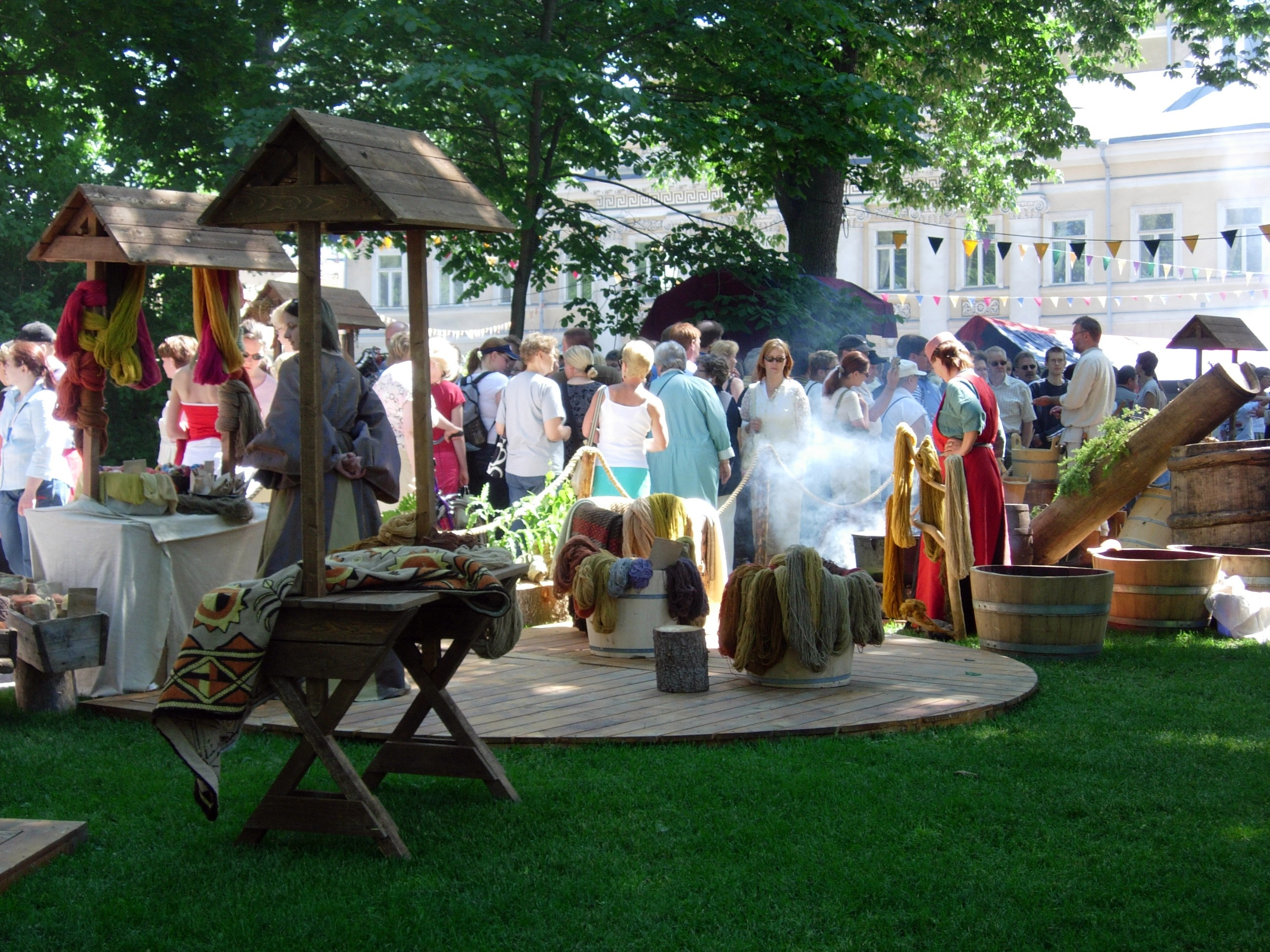
Le marché médiéval.
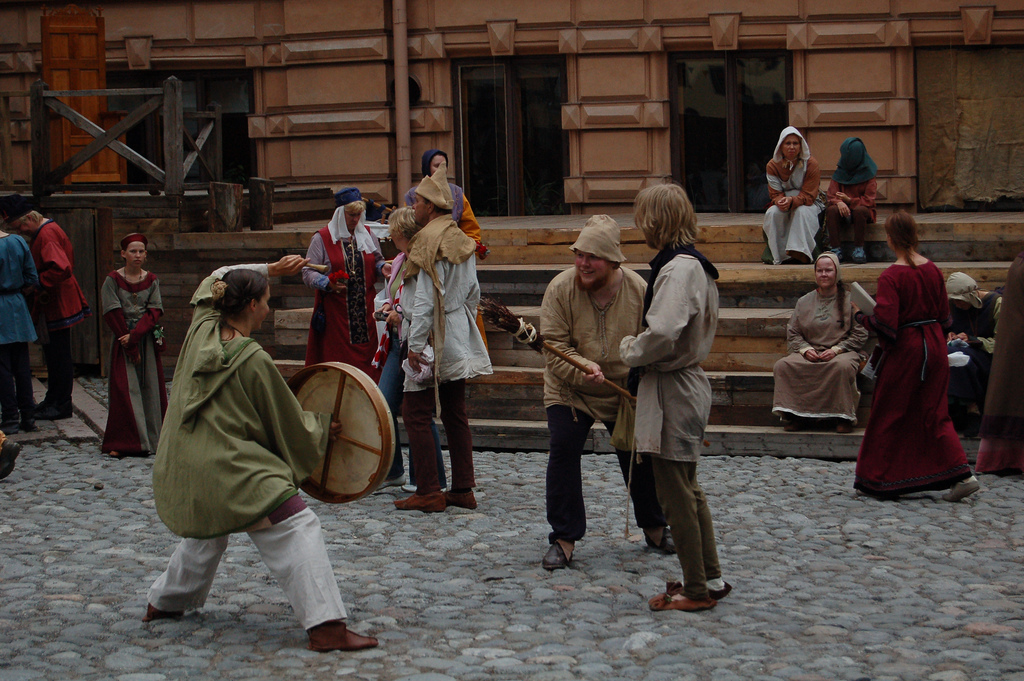
Le marché médiéval.
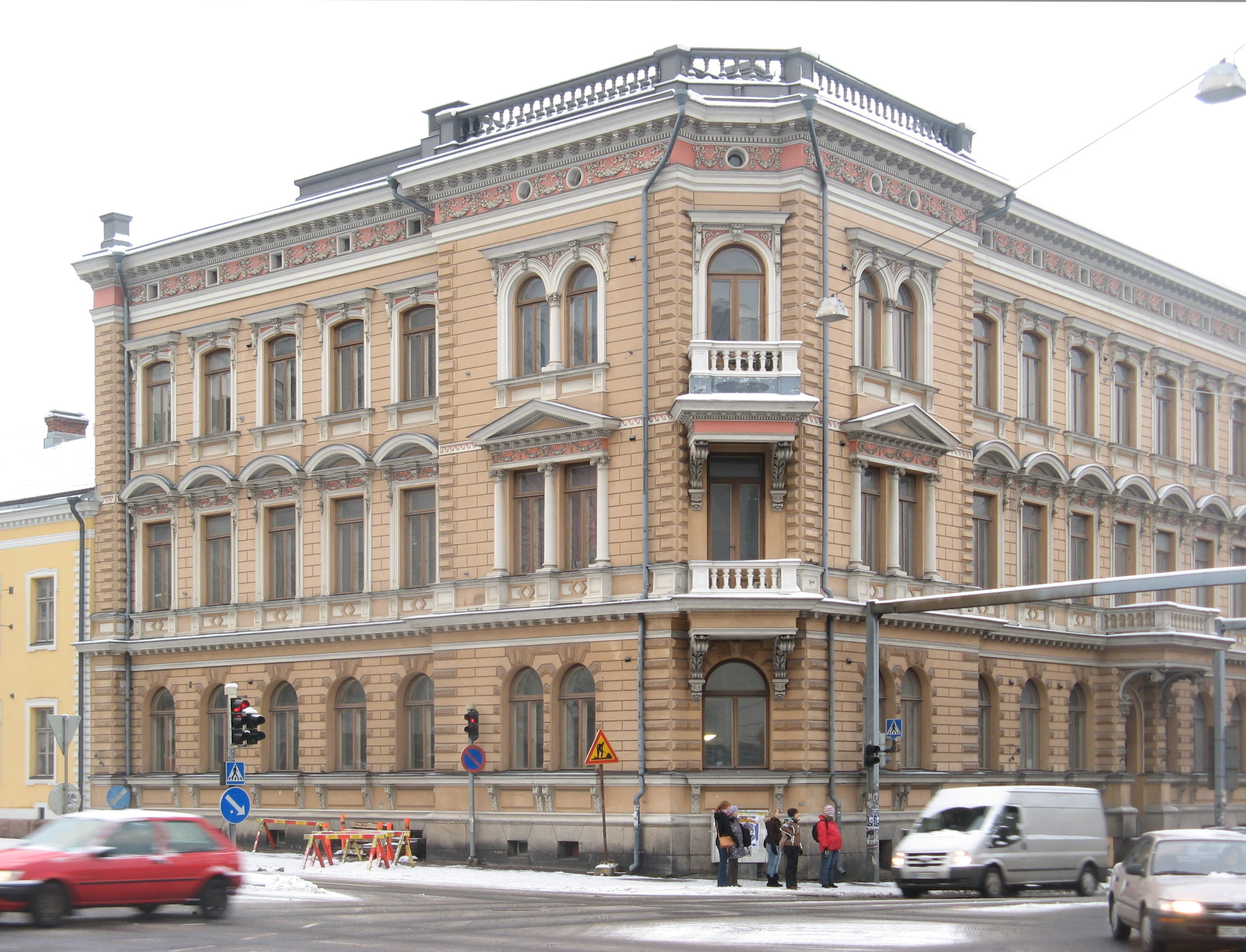
L'immeuble Juselius.